# Piraí
Piraí è un comune del Brasile nello Stato di Rio de Janeiro, parte della mesoregione del Sul Fluminense e della microregione della Vale do Paraíba Fluminense.
Il comune è diviso in 4 distretti: Piraí (sede comunale), Vila Monumento, Arrozal e Santanésia.